# François Bourque
Pour les articles homonymes, voir Bourque.
François Bourque, né le 18 novembre 1984 à New Richmond, Québec, est un skieur alpin canadien.
Il débute en Coupe du monde en 2002 et obtient son premier podium en février 2005 au super G de Garmisch-Partenkirchen. Il monte sur trois autres podiums en slalom géant.  
Aux Jeux olympiques d'hiver de 2006, il est notamment quatrième du slalom géant.
Il est récipiendaire, en 2006, de la Médaille de l'Assemblée nationale.

## Palmarès

### Jeux olympiques
- Turin 2006 :
- 16e de la descente

### 21edu combiné
- 8e du super G
- 4e du slalom géant

### Coupe du monde
- Participation de 2002 à 2010.
- Meilleur classement général : 21e en 2007.
- Meilleur résultat lors d'une épreuve : 2e place.
- 4 podiums (3 en slalom géant et 1 en super G).